# Provinces des Pays-Bas

Carte des provinces des Pays-Bas, les îles de Bonaire, Saint-Eustache et Saba, représentées ici en cartouche, étant des communes à statut particulier sous le nom d'îles BES.

Les provinces des Pays-Bas (en néerlandais : provincies van Nederland) constituent le premier niveau de subdivision territoriale de la partie européenne des Pays-Bas. Elles sont au nombre de douze depuis le 1er janvier 1986 avec la création du Flevoland. 

## Gouvernement
Chaque province est gouvernée par un commissaire du Roi, nommé par le souverain pour un mandat de six ans renouvelable par arrêté royal, sur proposition des États provinciaux. Sa nomination intervient après consultation des membres du corps législatif de la province, qu'il est amené à présider, lesquels sont élus pour quatre ans par le peuple selon un scrutin à la proportionnelle. En principe, le candidat proposé par les États provinciaux est nommé au poste de commissaire du Roi, puisque le souverain est une figure symbolique dans la vie politique aux Pays-Bas.
Le commissaire du Roi préside (sans voix lors d'un vote) et est secondé dans sa tâche par une députation provinciale de trois à neuf membres désignés par les États provinciaux dans le cadre d'un accord de coalition. Bien que tous ses pouvoirs soient collégiaux, chaque membre de la députation est néanmoins responsable d'un portefeuille particulier pour lequel il prépare les décisions des États provinciaux et en assure la mise en œuvre.

## Compétences
Contrairement aux provinces du Canada ou aux États des États-Unis, les provinces néerlandaises ne disposent pas de pouvoirs étendus, bien que chacune d'entre elles possède son organe parlementaire local. Il s'agit de pouvoirs administratifs qui assurent la liaison entre l'État et les communes. L'essentiel des pouvoirs juridiques, politiques et financiers sont exercés par le gouvernement et non par les exécutifs provinciaux.

## Liste des provinces
| Localisation | Insignes  | Nom                                         | Chef-lieu                      | Commune la plus peuplée | Population (2021) | Superficie totale et terrestre (km2) | Densité (hab./km2) | Communes | Parti majoritaire (2019) | Parti majoritaire (2019) |
| ------------ | --------- | ------------------------------------------- | ------------------------------ | ----------------------- | ----------------- | ------------------------------------ | ------------------ | -------- | ------------------------ | ------------------------ |
|              |           | Brabant-Septentrional (Noord-Brabant, NB)   | Bois-le-Duc ('s-Hertogenbosch) | Eindhoven               | +2 573 853,       | +005 082,                            | +0506,             | 61       |                          | VVD                      |
|              | +004 905, | Brabant-Septentrional (Noord-Brabant, NB)   | Bois-le-Duc ('s-Hertogenbosch) | Eindhoven               | +2 573 853,       |                                      | +0506,             | 61       |                          | VVD                      |
|              |           | Drenthe (DR)                                | Assen                          | Emmen                   | +0494 760,        | +002 680,                            | +0184,             | 12       |                          | PvdA                     |
|              | +002 633, | Drenthe (DR)                                | Assen                          | Emmen                   | +0494 760,        |                                      | +0184,             | 12       |                          | PvdA                     |
|              |           | Flevoland (FL)                              | Lelystad                       | Almere                  | +0428 264,        | +002 412,                            | +0117,             | 6        |                          | FvD                      |
|              | +001 412, | Flevoland (FL)                              | Lelystad                       | Almere                  | +0428 264,        |                                      | +0117,             | 6        |                          | FvD                      |
|              |           | Frise (Friesland, FR)                       | Leeuwarden                     | Leeuwarden              | +0651 459,        | +005 749,                            | +0113,             | 18       |                          | CDA                      |
|              | +003 336, | Frise (Friesland, FR)                       | Leeuwarden                     | Leeuwarden              | +0651 459,        |                                      | +0113,             | 18       |                          | CDA                      |
|              |           | Groningue (Groningen, GR)                   | Groningue (Groningen)          | Groningue (Groningen)   | +0586 813,        | +002 960,                            | +0198,             | 10       |                          | GL                       |
|              | +002 324, | Groningue (Groningen, GR)                   | Groningue (Groningen)          | Groningue (Groningen)   | +0586 813,        |                                      | +0198,             | 10       |                          | GL                       |
|              |           | Gueldre (Gelderland, GE)                    | Arnhem                         | Nimègue (Nijmegen)      | +2 096 620,       | +005 136,                            | +0408,             | 51       |                          | VVD                      |
|              | +004 964, | Gueldre (Gelderland, GE)                    | Arnhem                         | Nimègue (Nijmegen)      | +2 096 620,       |                                      | +0408,             | 51       |                          | VVD                      |
|              |           | Hollande-Méridionale (Zuid-Holland, ZH)     | La Haye (Den Haag)             | Rotterdam               | +3 726 173,       | +003 308,                            | +1 126,            | 52       |                          | FvD                      |
|              | +002 700, | Hollande-Méridionale (Zuid-Holland, ZH)     | La Haye (Den Haag)             | Rotterdam               | +3 726 173,       |                                      | +1 126,            | 52       |                          | FvD                      |
|              |           | Hollande-Septentrionale (Noord-Holland, NH) | Haarlem                        | Amsterdam               | +2 887 906,       | +004 092,                            | +0705,             | 47       |                          | FvD                      |
|              | +002 665, | Hollande-Septentrionale (Noord-Holland, NH) | Haarlem                        | Amsterdam               | +2 887 906,       |                                      | +0705,             | 47       |                          | FvD                      |
|              |           | Limbourg (Limburg, LI)                      | Maastricht                     | Maastricht              | +1 115 895,       | +002 210,                            | +0504,             | 31       |                          | CDA                      |
|              | +002 147, | Limbourg (Limburg, LI)                      | Maastricht                     | Maastricht              | +1 115 895,       |                                      | +0504,             | 31       |                          | CDA                      |
|              |           | Overijssel (OV)                             | Zwolle                         | Enschede                | +1 166 478,       | +003 421,                            | +0341,             | 25       |                          | CDA                      |
|              | +003 319, | Overijssel (OV)                             | Zwolle                         | Enschede                | +1 166 478,       |                                      | +0341,             | 25       |                          | CDA                      |
|              |           | Utrecht (UT)                                | Utrecht                        | Utrecht                 | +1 361 093,       | +001 560,                            | +0872,             | 26       |                          | GL                       |
|              | +001 485, | Utrecht (UT)                                | Utrecht                        | Utrecht                 | +1 361 093,       |                                      | +0872,             | 26       |                          | GL                       |
|              |           | Zélande (Zeeland, ZE)                       | Middelbourg (Middelburg)       | Terneuzen               | +0385 379,        | +002 933,                            | +0131,             | 13       |                          | CDA                      |
|              | +001 782, | Zélande (Zeeland, ZE)                       | Middelbourg (Middelburg)       | Terneuzen               | +0385 379,        |                                      | +0131,             | 13       |                          | CDA                      |